# Gossip (groupe)
Pour les articles homonymes, voir Gossip.
Gossip est un groupe de rock indépendant américain, originaire de l'Arkansas. Fondé à Olympia, dans l'État de Washington en 1999, il est par la suite établi à Portland dans l'Oregon. Le groupe est composé de trois membres : la chanteuse Beth Ditto, le guitariste Nathan « Brace Paine » Howdeshell et la musicienne Hannah Blilie à la batterie.
Marqué par le féminisme et les groupes de riot grrrl, Gossip cite aussi des formations comme  Birthday Party, Siouxsie and the Banshees, et Nirvana parmi ses influences.

## Biographie

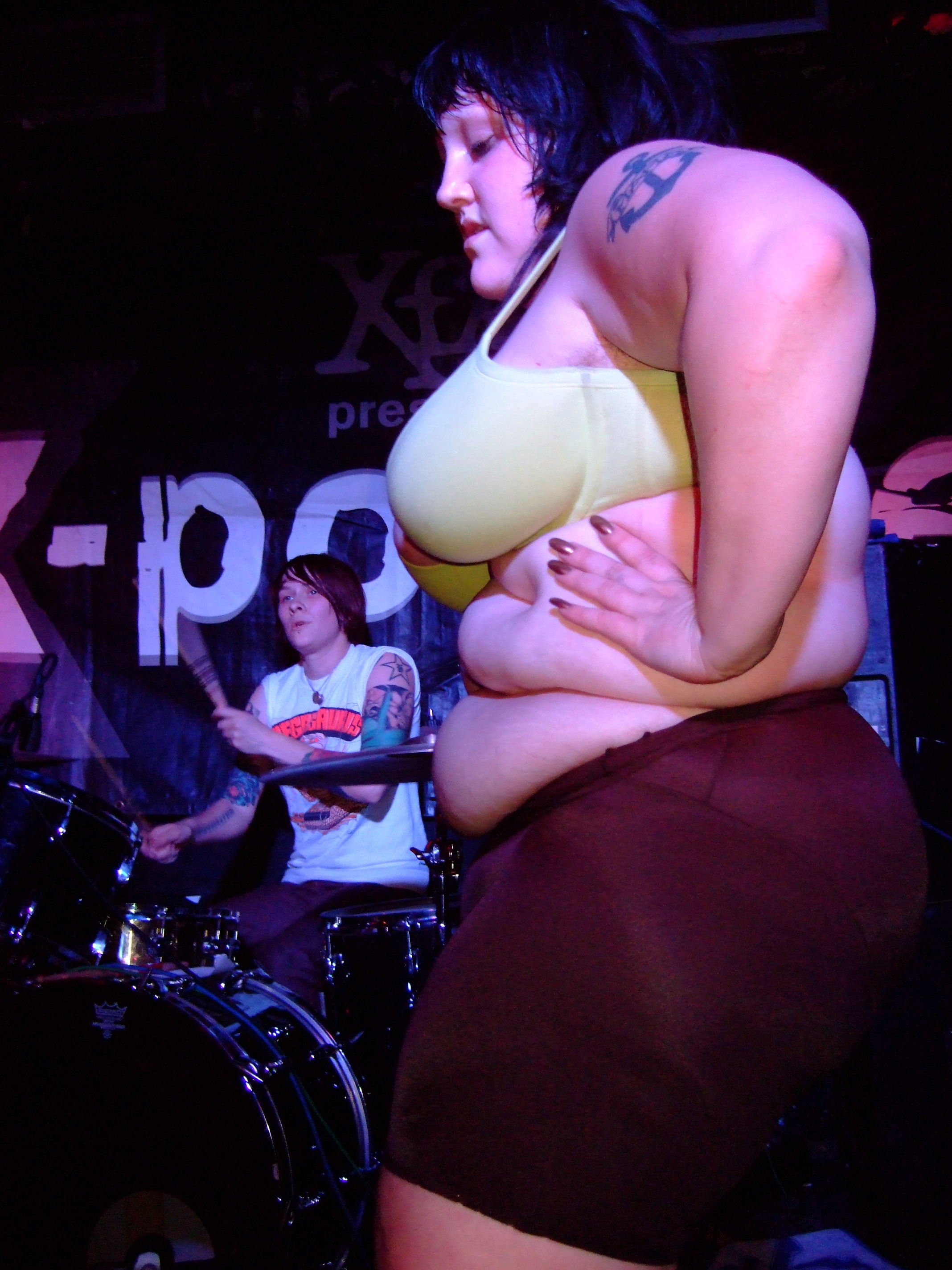
Gossip au London Barfly, le 16 mai 2007.

Durant son enfance et son adolescence, Beth Ditto s'imprègne de la musique qu'écoutent ses parents. Sa mère apprécie la pop mainstream de Boy George, Madonna, ou encore Peter Gabriel tandis que son père privilégie des artistes plus traditionnels comme Johnny Cash et les Bee Gees. À 18 ans, Beth Ditto découvre Nirvana, The Raincoats et Siouxsie and the Banshees. Peu de temps après, elle quitte sa ville natale de Searcy dans l'Arkansas pour s'installer dans la ville d'Olympia de l'État de Washington. Ce départ s'est fait avec ses deux amis, le guitariste Nathan « Brace Paine » Howdeshell  et la batteuse Kathy Mendonca. C'est en partageant le même appartement que le groupe est né.
En 1999, ils sortent leur premier enregistrement quatre titres, Red Hott, sur le label indépendant K Records. Le groupe se produit dans la foulée au Lady Festival et ce concert sera chroniqué dans l'influent magazine Time Out.
Leur premier album, That's Not What I Heard, est édité par le réputé label Kill Rock Stars en janvier 2001. Il sera suivi d'un deuxième album, Movement, en 2003. Quelques mois après l'enregistrement d'un disque live, Undead in NYC, la batteuse Kathy Mendonca annonce qu'elle quitte le groupe. Elle est remplacée par Hannah Blilie, qui va apporter une énergie nouvelle à leur musique. Le premier enregistrement avec cette nouvelle formation est l'album Standing in the Way of Control. Paru aux États-Unis en janvier 2006 sur Kill Rock Stars, l'album sort également en Grande-Bretagne chez Back Yard Recordings. Le disque est certifié disque d'or en Angleterre.
En 2007, ils signent avec Sony afin de toucher un public plus vaste. Beth Ditto, leader du groupe, multiplie alors les déclarations publiques, autant sur son poids que sur son homosexualité. Un nouvel album Music For Men sort en 2009. Le premier single Heavy Cross rencontre un succès colossal en Europe et notamment en France où il atteint la quatrième place dans les charts. Le titre sera repris pour la bande son de la publicité du parfum J'adore de Dior en 2012. En 2012, Gossip sort le single Perfect World et amorce un virage plus pop sur l'album A Joyful Noise.
En février 2016, interviewée par Pitchfork, Beth Ditto annonce la fin du groupe, expliquant que « le cœur n'y était plus ».
Le groupe se reforme en 2019 le temps d'une tournée fêtant les dix ans de l'album Music For Men,.
Il se réunit de nouveau en 2023, pour enregistrer l'album Real Power, dont la sortie est programmée en 2024,.

## Thèmes abordés
Beth Ditto et Hannah Blilie étant lesbiennes, la plupart des chansons du groupe ont pour sujet l'homosexualité.

## Membres du groupe

### Membres actuels
- Beth Ditto - chant, piano (1999–2016, 2019–2020, depuis 2023)
- Nathan Howdeshell - guitare, basse, claviers (1999–2016, 2019–2020, depuis 2023)
- Hannah Blilie – batterie (2004–2016, 2019–2020, depuis 2023)

### actuels musiciens en tournée
- Teddy Kwo - basse depuis 2023
- Bijoux Cone - chœurs , claviers depuis 2023

### Anciens membres
- Kathy Mendonça – batterie  (1999–2003, 2020)

### Anciens musiciens en tournée
- Christopher Sutton – basse (2009–2013, 2019–2020)
- Gregg Foreman – claviers (2012–2013, 2019–2020)

## Discographie

### Albums studio
- 2001 : That's Not What I Heard
- 2003 : Movement
- 2006 : Standing in the Way of Control
- 2009 : Music for Men
- 2012 : A Joyful Noise
- 2024 : Real Power

### EP
- 1999 : The Gossip
- 2002 : Arkansas Heat
- 2005 : Real Damage
- 2006 : GSSP RMX
- 2009 : Drunken Maria / Monk Chant (split 7" single  Gossip / The Raincoats)

### Albums live
- 2003 : Undead in NYC
- 2007 : Live in Liverpool (disponible en CD et en DVD)

### Album remix
- 2007 : RMXD (2007)

### Singles
- 2000 : Red Hott
- 2005 : Real Damage Split EP avec Tracy + the Plastics
- 2005 : Standing in the Way of Control Remix 12" EP avec Le Tigre
- 2006 : Listen Up!
- 2006 : Jealous Girls
- 2008 : Your Mangled Heart
- 2009 : Heavy Cross
- 2009 : Love Long Distance
- 2010 : Pop Goes The World
- 2010 : Men In Love
- 2012 : Perfect World
- 2012 : Move in the Right Direction
- 2012 : Get a Job
- 2023 : Crazy Again
- 2024 : Real Power